# Ministério da Justiça da China
O Ministério da Justiça da República Popular da China é um ministério governamental subordinado ao Conselho de Estado da China , responsável pelos assuntos jurídicos. A gama de responsabilidades inclui processo judicial, elaboração de legislação, desenvolvimento de estrutura legal, participação em tratados nacionais e internacionais, acusação e condenação. O atual Ministro da Justiça é He Rong

## Estrutura organizacional
| Componentes                                                 |
| ----------------------------------------------------------- |
| Centro de Apoio Judicial do Ministério da Justiça           |
| Instituto de Prevenção ao Crime do Ministério da Justiça    |
| Instituto de Investigação Judicial do Ministério da Justiça |
| Instituto de Ciências Forenses do Ministério da Justiça     |
| Colégio Central para Oficiais de Justiça                    |
| Instituto de Administração Judicial                         |
| Editora Diário Jurídico                                     |
| Casa Editora de Direito                                     |
| Associação de Advogados da China                            |
| Associação Notarial da China                                |
| Bureau de Administração Prisional                           |
| Associação de Mediadores Populares da China                 |
| Fundação de Assistência Jurídica da China                   |
| Centro de Cooperação Jurídica Internacional                 |

## Lista de Ministros da Justiça
| No.              | Nome        | Início            | Fim               |
| ---------------- | ----------- | ----------------- | ----------------- |
| 1                | Shi Liang   | outubro de 1949   | abril de 1959     |
| postagem abolida |             |                   |                   |
| 2                | Wei Wenbo   | setembro de 1979  | maio de 1982      |
| 3                | Liu Fuzhi   | maio de 1982      | março de 1983     |
| 4                | Zou Yu      | março de 1983     | março de 1988     |
| 5                | Cai Cheng   | março de 1988     | março de 1993     |
| 6                | Xiao Yang   | março de 1993     | março de 1998     |
| 7                | Gao Changli | março de 1998     | novembro de 2000  |
| 8                | Zhang Fusen | dezembro de 2000  | julho de 2005     |
| 9                | Wu Aiying   | julho de 2005     | fevereiro de 2017 |
| 10               | Zhang Jun   | fevereiro de 2017 | março de 2018     |
| 11               | Fu Zhenghua | março de 2018     | abril de 2020     |
| 12               | Tang Yijun  | abril de 2020     | fevereiro de 2023 |
| 13               | He Rong     | fevereiro de 2023 | Titular           |